# Фабричная улица (Петергоф)
Фабри́чная улица — улица в Петергофе. Проходит от бульвара Разведчика до улицы Морского Десанта. Является продолжением Блан-Менильской и Озерковой улиц.

## История
Название известно с 1841 года, Фабричная улица вела к Императорской Гранильной фабрике, откуда и получила своё название.

## Общественный транспорт
Общественный транспорт, проходящий по улице, отсутствует, однако неподалёку есть автобусная остановка Фабричная улица, которая располагается на Санкт-Петербургском проспекте.